# تركي العازمي
تركي محمد فلاح فالح المجليه العازمي (1958) ، نائب سابق في مجلس الامة الكويتي، شارك في انتخابات مجلس الأمة الكويتي عام 1992 وفاز بالعضوية عن الدائرة الرابعة والعشرين - الفحيحيل - وحصل على (993) صوت وحصل علي المركز الثاني، وفاز بالانتخابات، كما شارك بانتخابات المجلس الوطني الكويتي عام 1990 وفاز بالانتخابات.

## سيرة ذاتية
عمل في بداية حياته الوظيفية في وزارة الصحة بوظيفة ( أمين مركز) قبل دخوله المعترك السياسي، كما تقلد منصب نائب مدير تحرير مجلة العامل - وانتقل بعدها كاتبا صحفيا في جريدة الوطن الكويتية، حاصل علي دبلوم علوم تجارية - تخصص إدراة، وكان من ضمن تكتل النواب في مجلس 1992 واحد طارحي الثقة بالوزير أحمد الربعي في جلسة طرح الثقة عام 1995.